# Cruz Roja Colombiana
La Cruz Roja Colombiana es una entidad privada sin ánimo de lucro, miembro del Movimiento Internacional de la Cruz Roja y de la Media Luna Roja desde 1922. La misión de la entidad, acorde a los principios fundamentales de la Cruz Roja Internacional, consiste en prestar atención humanitaria a personas desprotegidas a causa de contingencias ocasionales, la protección de la vida, la salud y la integridad en tiempos de conflicto armado y otras situaciones de emergencia que se presente dentro del territorio de Colombia. En las últimas décadas la entidad ha prestado ayuda humanitaria dentro del marco del conflicto armado en Colombia específicamente para los casos de violación al Derecho Internacional Humanitario (DIH).

## Historia

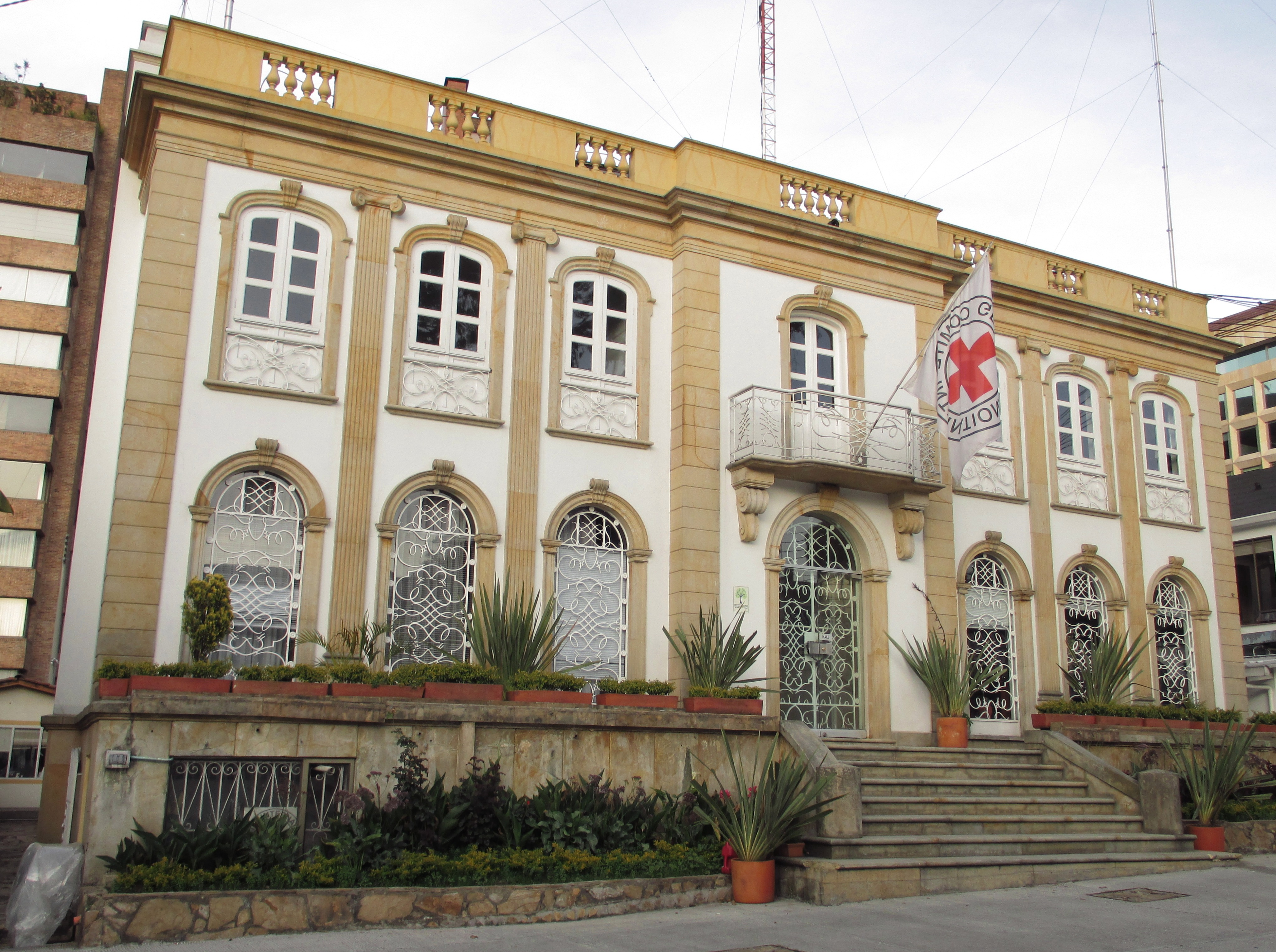
Sede de la Cruz Roja en el norte de Bogotá, la capital de Colombia.

La Sociedad Nacional de la Cruz Roja Colombiana fue fundada en 1915. Un 30 de julio en el teatro Colón de la ciudad de Bogotá, la idea de crearla fue concebida por el médico Hipólito Machado,  miembro de la Academia Nacional de Medicina, secundado por un alumno y por el médico Adriano Perdomo. Esta surgió luego de su participación en el II Congreso Médico Nacional de Medellín, en enero de 1913 y se hizo posible con el patrocinio del empresario Santiago Samper y de los médicos José María Montoya y Nicolás Buendía. 
Como antecedente, en 1899 algunos de ellos durante la Guerra de los Mil Días con ayuda de varios médicos y otras personas, organizaron un carreta con tracción animal que hizo las veces de ambulancia que hizo posible el prestar ayuda a los heridos durante este enfrentamiento bélico.
Reconocida en 1916 por parte del gobierno de Colombia. Fue reconocida en 1922 por la Federación de Sociedades de la Cruz Roja y la Media Luna Roja (FICR).
Desde entonces hasta nuestros días el propósito de aliviar y prevenir el sufrimiento humano  de quienes habitan en Colombia es la constante del servicio de la institución.
Actualmente se rige por la Ley 852 de 2003, que reglamenta las actividades humanitarias de la Cruz Roja Colombiana y la Ley 875 de 2004 sobre el uso del emblema.

## Misión
La misión de la Cruz Roja Colombiana es acorde a los principios del Movimiento Internacional de la Cruz Roja y media Luna Roja y consiste textualmente en:

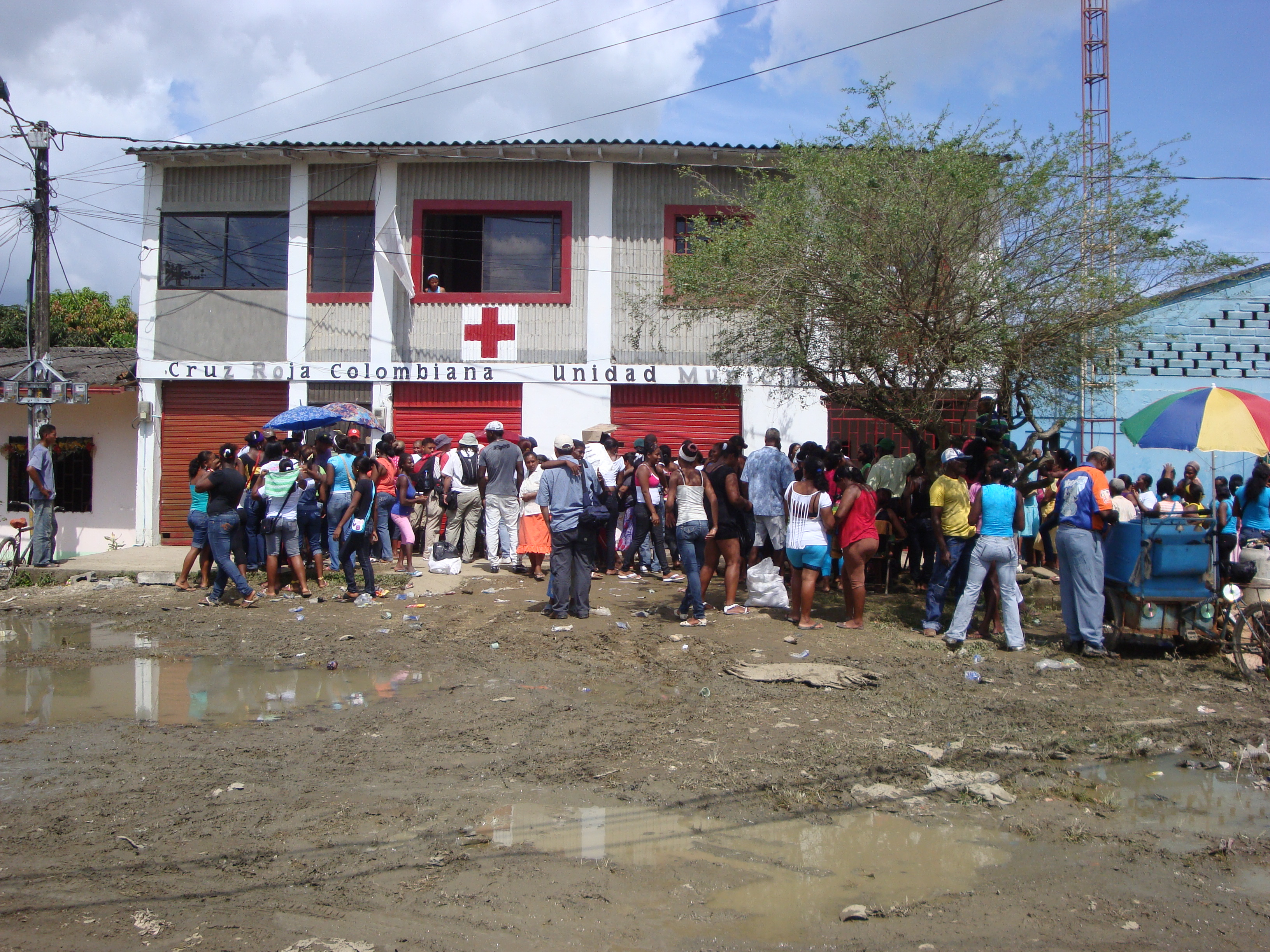
Entrega de ayudas en la sede de la Cruz Roja en Turbo.

Prevenir y aliviar, el sufrimiento y la desprotección de las personas afectadas por contingencias, con imparcialidad, sin discriminación por nacionalidad, raza, sexo, religión, idioma, condición social u opinión política; la protección de la vida y la salud de las personas y su dignidad como seres humanos, en particular, en tiempo de conflicto armado y en emergencias; contribuir a la promoción de la salud, el bienestar social y la prevención de las enfermedades; promover y defender los Derechos Humanos, el Derecho Internacional Humanitario y los principios fundamentales del Movimiento Internacional de la Cruz Roja y de la Media Luna Roja.

## Conflicto armado en Colombia

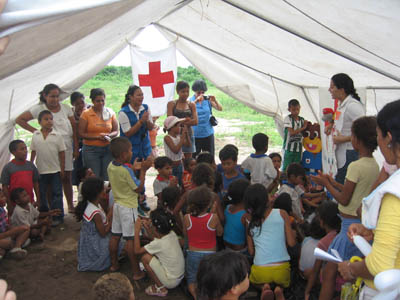
Cruz Roja Colombiana prestando asistencia humanitaria a desplazados en Colombia

A raíz del conflicto armado en Colombia que se ha prolongado por lo menos 5 décadas, dentro de las cuales se han presentado numerosos casos de violación al Derecho Internacional Humanitario en contra de la población civil (solamente en 2008 se documentaron 800 casos), la Cruz Roja Colombiana ha desempeñado una labor de apoyo en la prevención y asistencia de las víctimas de violaciones del DIH. También ha realizado con éxito gestiones tendientes a aclarar y subsanar las circunstancias que ocasionaron los delitos.
En los últimos años las violaciones al DIH han sido mediadas por el narcotráfico, los grupos guerrilleros las Autodefensas Unidas de Colombia (AUC) y el Ejército de Colombia principalmente con los falsos positivos.
Según el informe del CICR para Colombia en 2009, las violaciones al DIH sobre las cuales la Cruz Roja Colombiana ha desplegado su acción humanitaria fueron las siguientes:
- Desapariciones forzadas
- Homicidios y ataques directos a personas protegidas por el DIH
- Ocupaciones de bienes civiles privados o públicos
- Casos de violencia sexual
- Reclutamiento de niñas y niños
- Casos de malos tratos físicos y/o psicológicos y amenazas
- Casos de contaminación por armas que afectan la vida de una comunidad
- Casos de desplazamiento forzado

## Áreas de trabajo
- Dirección General de Gestión Integral del Riesgo de Desastres.
- Dirección Nacional de Salud
- Movilización de Recursos
- Lotería de la Cruz Roja Colombiana
- Banco de sangre
- Dirección Nacional de Doctrina y Protección
- Dirección Nacional de Docencia
- Voluntariado
- Dirección de Cooperación y Desarrollo